# Acropora japonica
Acropora japonica е вид корал от семейство Acroporidae.

## Разпространение
Видът е разпространен в Китай, Южна Корея и Япония.

## Описание
Популацията им е намаляваща.